# Édouard Descamps
Pour les articles homonymes, voir Descamps.
Le baron Édouard Eugène François Descamps, né à Belœil le 27 août 1847 et mort à Bruxelles le 17 janvier 1933, est un avocat et homme politique belge.

## Biographies
Édouard Descamps est le fils d'Édouard Descamps, brasseur, et de Sylvie Van der Elst. En 1882 il épouse Marie-Thérèse David-Fischbach-Malacord (1860-1921), fille du bourgmestre de Ferrières Hubert David-Fischbach-Malacord et de Léonie Van Gobbelschroy qui lui donne trois fils.
Il fait des études secondaires au Collège Notre-Dame de la Paix de Namur puis devint docteur en droit et en sciences politiques et administratives à l'Université catholique de Louvain. Il entreprend une carrière d'avocat à Mons et Louvain.
Il se lance dans une carrière politique en adhérant au Parti catholique. Il est élu successivement conseiller communal de Louvain, conseiller provincial du Brabant (1884-1892) et sénateur pour l'arrondissement de Louvain de juin 1892 jusqu'à la veille de sa mort. Il est nommé ministre des Sciences et des Arts de 1907 au 5 août 1910 dans les gouvernements de Trooz et Schollaert. Après son mandat de ministre, il est vice-président du Sénat de 1922 à 1932.
Il est aussi avocat pour le règlement pacifique des conflits internationaux par la promotion de la médiation et surtout de l'arbitrage international. Il représente la Belgique comme ministre plénipotentiaire, avec Auguste Beernaert à la Première conférence de La Haye en 1899 et à la Seconde conférence de La Haye en 1907. Il est membre de la Cour permanente d'arbitrage de La Haye.
Il enseigne le droit international à l'Université catholique de Louvain à partir de 1881 jusqu'à l'éméritat. Il est promu docteur honoris causa des Universités de Paris, d'Oxford, d'Édimbourg et de Lille. Il devint membre et président  de l'Académie royale des sciences , des lettres et des beaux-arts de Belgique. 
Entre 1901 et 1915 il fut à plusieurs reprises proposé pour l'obtention du Prix Nobel de la paix , qu'il n'obtiendra toutefois pas. À vrai dire les candidats belges étaient nombreux et plusieurs sont couronnés: L'Institut de droit international en 1904, Auguste Beernaert en 1909 et Henri La Fontaine en 1913.
Il est un membre important de la Société antiesclavagiste belge, en tant que secrétaire et rédacteur de la revue de la société. Il est président du Conseil supérieur du Congo et, de 1893 à 1907, ministre d'état de l’État indépendant du Congo.
Il était docteur honoris causa des universités de Paris, Oxford et Edimbourg.
À la suite de son décès à Bruxelles le 17 janvier 1933, il reçoit des funérailles à l'abbaye de la Cambre et est inhumé au cimetière de Laeken.

## Hommages et distinctions
Il est anobli, avec le titre de chevalier, en 1892. En 1904 il reçoit le titre de baron, transmissible par ordre de primogéniture masculine.
Les distinctions suivantes lui ont notamment été décernées :
- Grand cordon de l'ordre de Léopold en avril 1925 (Belgique).
- Grand-croix de l'ordre de la Couronne (Belgique).
- Grand officier de la Légion d'honneur (France).
- Chevalier Grand-croix de l'ordre du Lion néerlandais.
- Grand-croix de l'ordre de la Couronne d'Italie.
- Grand-croix de l'ordre de la Couronne de chêne (Luxembourg).
- Médaille de la Campagne arabe.

## Œuvres
- L'action du christianisme dans la science et dans les lois, Louvain, 1880.
- Les harmonies du droit naturel et du droit chrétien, Louvain, 1880.
- De la coordination des lois nationales, Louvain, 1885.
- Un peu de lumière sur les immunités parlementaires, Bruxelles, 1886.
- De l'arrestation et de la poursuite des députés en cas de flagrant délit, Bruxelles, 1886.
- Des conflits entre les grands pouvoirs constitutionnels, Bruxelles, 1887.
- Code constitutionnel belge, contenant la Constitution  comparée aux sources modernes antérieures et aux anciennes constitutions nationales (...), Bruxelles, 1887.
- Les grandes initiatives dans la lutte contre l'esclavage, Bruxelles, 1888.
- La part de la Belgique dans le mouvement africain, Bruxelles, 1889.
- Discours sur l'avenir de la civilisation en Afrique, prononcé au Congrès de Malines, Louvain, 1891.
- La mosaïque constitutionnelle. Essai sur les sources du texte de la Constitution belge, Louvain, 1891.
- Afrika, drame en 5 actes  t en vers, Louvain, 1893.
- Les offices internationaux et leur avenir, Bruxelles, 1894.
- Essai sur l'organisation de l'arbitrage international. Mémoire aux Puissances, Bruxelles, 1896.
- Le droit de la paix et de la guerre, Paris, 1898.
- L'évolution de la neutralité en droit international', Bruxelles, 1898.
- La neutralité de la Belgique au point de vue historique, diplomatique, juridique et politique, Bruxelles, 1902.
- L'Afrique nouvelle. Essai sur l'état civilisateur dans les pays neufs et sur la fondation, l'organisation  et le gouvernement de l'Etat indépendant du Congo, Paris/Bruxelles, 1903.
- L'avenir de l'Albanie, Bruxelles, 1913.
- Le génie des langues et le problème de la parenté linguistique, Louvain, 1924.
- Léopold II au Sénat de Belgique, Bruxelles, 1927.
- Le génie des religions. Les origines, avec un essai liminaire sur la vérité, la certitude, de la science et de la civilisation, Paris, 1930.
- Les trois âges de la science, Liège, 1930.
- Le droit international nouveau. L'influence de la condamnation de la guerre sur l'évolution juridique internationale, Paris, 1931.
- Histoire Générale comparée des missions, Parijs en Brussel, 1932.

## Littérature
- Charles DE VISSCHER, Notice sur le baron Descamps 1847-1933, in: Annuaire de l'Académie royale de Belgique, 1936.
- J.M. JADOT & L. LEJEUNE, Baron Edouard Descamps, in: Biographie coloniale belge, T. IV, 1956.
- Paul VAN MOLLE, Le Parlement Belge 1894-1972, Anvers, 1972.
- R. VAN KEMTCHOUK, Baron E. Descamps, in: Biographie nationale de Belgique, T. XLI, 1979-1980.
- Oscar COOMANS DE BRACHÈNE, État présent de la noblesse belge, Annuaire 1987, Bruxelles, 1987.
- Jean-Luc DE PAEPE & Christiane RAINDORF-GERARD, Le Parlement belge, 1831-1894. Données biographiques, Bruxelles, 1996.
- Bertrand MAUS DE ROLLEY, État présent de la noblesse belge, Annuaire 2020, Bruxelles, 2020.
- Marie-Pierre D'UDEKEM D'ACOZ, L'engagement des membres de la noblesse dans la Société antiesclavagiste de Belgique, in: Bulletin de la l'Association de la noblesse du royaume de Belgique, janvier 2021.